# George Stoney
Pour les articles homonymes, voir Stoney.
George Johnstone Stoney (15 février 1826 - 5 juillet 1911) est un physicien irlandais, né à Oakley Park. Il apporta une contribution importante à l'étude des spectres (lumière émise ou absorbée par diverses substances).

## Biographie
Stoney fit ses études au Trinity College de Dublin et devint Professeur assistant à l'observatoire Lord Ross à Birr. Il devint par la suite Professeur de philosophie naturelle au Queens College Galway puis à la Queens University de Dublin.
Le travail scientifique le plus important de Stoney fut la conception et le calcul de la grandeur de l'« atome d'électricité » ou de la « particule d'électricité », pour laquelle il inventa le terme électron. Il estima également le nombre de molécules existant dans un millimètre cube de gaz, à la température ambiante et à pression atmosphérique, à partir de données issues de la théorie cinétique des gaz.
Des déterminations similaires de cette quantité, qui est équivalente au nombre d'Avogadro, ont été faites indépendamment par d'autres grands scientifiques, notamment Johann Josef Loschmidt à Vienne et William Thomson (Lord Kelvin).
En 1874, Stoney avait déjà calculé la grandeur de son électron à partir de données issues de l'électrolyse de l'eau et de la théorie cinétique des gaz. La valeur obtenue plus tard devint connue sous le nom de coulomb.
Stoney proposa que l'atome d'électricité devienne une des trois unités fondamentales sur lesquelles un système d'unités complet pourrait être établi. Les deux autres proposées étaient la constante gravitationnelle et la vitesse de la lumière. Ces travaux inspirèrent en 1900 Max Planck dans l'élaboration des unités de Planck.
Aucun autre scientifique n'avait osé concevoir une telle idée en utilisant les données disponibles à l'époque.
Le travail de Stoney fournit la base pour d'autres grands scientifiques comme Larmor et Preston, qui étudièrent le dédoublement des raies spectrales dans un champ magnétique.
Stoney anticipa en partie la loi de Balmer sur les séries de raies spectrales de l'hydrogène et il découvrit une relation entre trois des quatre raies du spectre visible de l'hydrogène. Balmer trouva plus tard une formule permettant de relier les quatre raies.
George Johnstone Stoney fut honoré par Lorentz dans son discours de prix Nobel en 1902 pour sa contribution à la théorie des électrons, que Lorentz développa jusque dans sa forme actuelle.
Stoney était à la fois théoricien et expérimentateur. Il inventa notamment une nouvelle forme d'héliostat, instrument dans lequel une horloge contrôle le mouvement d'un miroir, de manière que les rayons du soleil reflétés par ce miroir restent dans la même orientation malgré le mouvement de rotation de la Terre.